# 8411 Celso
8411 Celso eller 1996 TO är en asteroid i huvudbältet som upptäcktes den 3 oktober 1996 av Farra d'Isonzo-observatoriet i Farra d'Isonzo. Den är uppkallad efter poeten Celso Macor.
Asteroiden har en diameter på ungefär 2 kilometer.